# Lirou (affluent de l'Orb)
Pour les articles homonymes, voir Lirou.
Le Lirou est une rivière française prenant sa source près de Saint-Chinian dans le département de l'Hérault en France. Elle se jette dans le fleuve Orb à Béziers.

## Géographie
De 29,6 km de longueur, le Lirou prend sa source au pied du Montmajou, en amont de Cébazan.
Cette rivière est née de la réunion de deux ruisseaux: le ruisseau de Gragnos, qui prend sa source vers Villespassans, et le ruisseau du Pont-de-Brabet.

### Communes et cantons traversés
- Situé dans l'ouest de l'Hérault : il prend sa source à côté de Villespassans; il est rejoint par de multiples affluents qui ne sont que des ruisseaux, et poursuit sa route vers Saint-Chinian, Cébazan, Creissan, Puisserguier, Maureilhan, Maraussan,   et se jette dans l'Orb à Béziers au pied du Pont Vieux et de la cathédrale Saint-Nazaire.

### Organisme gestionnaire
L'entretien du bassin du Lirou et de son lit a été confié au Syndicat Intercommunal de Travaux pour l'Aménagement du bassin versant Lirou composé de personnalités désignées par les différents conseils municipaux des communes concernées par la rivière. Le Syndicat du Lirou est présidé par M. Gerard AFFRE, maire de Cébazan. Ce syndicat réalise depuis 2003 l'entretien du cours d'eau dans le cadre d'un plan de gestion pluriannuel de la ripisylve. Un technicien de rivière du Syndicat Mixte de la Vallée de l'Orb, Alain GUERRERO, est mis à disposition pour la coordination technique et l'encadrement des travaux. Depuis peu un SAGE a été mis en place (Schéma d'Aménagement et de Gestion des Eaux) concernant le bassin de l'Orb et ses affluents, ainsi que le bassin du Libron.

## Principaux affluents
Les affluents du Lirou sont (de l'amont vers l'aval):
- ruisseau de Gragnos
- ruisseau du Pont-de-Brabet
- ruisseau du Daro (rg[note 1])
- ruisseau de Gabelas (rd)
- ruisseau des Bordes (rg)
- ruisseau de Saint-Just (rd)
- ruisseau de Vanrounière (rd)
- ruisseau de Fichoux (rg)
- ruisseau de la Cambraïsse (rd)
- ruisseau de la Barbaste (rg), à Puisserguier.
- ruisseau de Savignol (rg), ruisseau à l'origine des terribles inondations qui ont ravagé Puisserguier en 1996.
- ruisseau de Merdols (rd)
- ruisseau de la Guiraude (rg)
- ruisseau de Lébran (rg)
- fossé de la Grande Maïre (rd), lieu-dit Les Courtades.

## Hydrologie
- Le Lirou a un régime méditerranéen avec des assecs en période estivale sur la partie amont du bassin, il peut connaître des crues en automne et parfois au printemps. À hauteur de Puisserguier, il peut sortir de son lit et inonder des habitations.

## Aménagements et écologie

### Pollutions chroniques
Le Lirou connaît de fréquentes pollutions, causant de nombreux dégâts au niveau de la faune et de la flore. Du fait de son régime d'oued, avec un manque d'eau chronique en période estivale, il suffit de faibles quantités déversées de produits toxiques (issus de la viticulture, de personnes malveillantes, de rejets de station d'épuration - en particulier celle de Puisserguier qui parvient à saturation-, ou d'origine accidentelle) pour causer de graves dommages sur l'écosystème de cet affluent de l'Orb. La situation actuelle du Lirou est comparable avec celle du Calavon, cours d'eau du Vaucluse, dans les années 80.
Quatre stations d'épuration sont situées dans le bassin du Lirou: d'amont en aval, Cébazan, Creissan (sur un ruisseau affluent), Puisserguier (dont la station parvient à saturation) et Maureilhan.